# Блу Аи (Мисури)
Блу Аи (енгл. Blue Eye) град је у америчкој савезној држави Мисури.

## Демографија
По попису из 2010. године број становника је 167, што је 38 (29,5%) становника више него 2000. године.
| Група             | 2000.       | 2010.       |
| Белци             | 128 (99,2%) | 159 (95,2%) |
| Афроамериканци    | 0 (0,0%)    | 0 (0,0%)    |
| Азијати           | 0 (0,0%)    | 0 (0,0%)    |
| Хиспаноамериканци | 0 (0,0%)    | 3 (1,8%)    |
| Укупно            | 129         | 167         |